# Lillian Smith (Schriftstellerin)

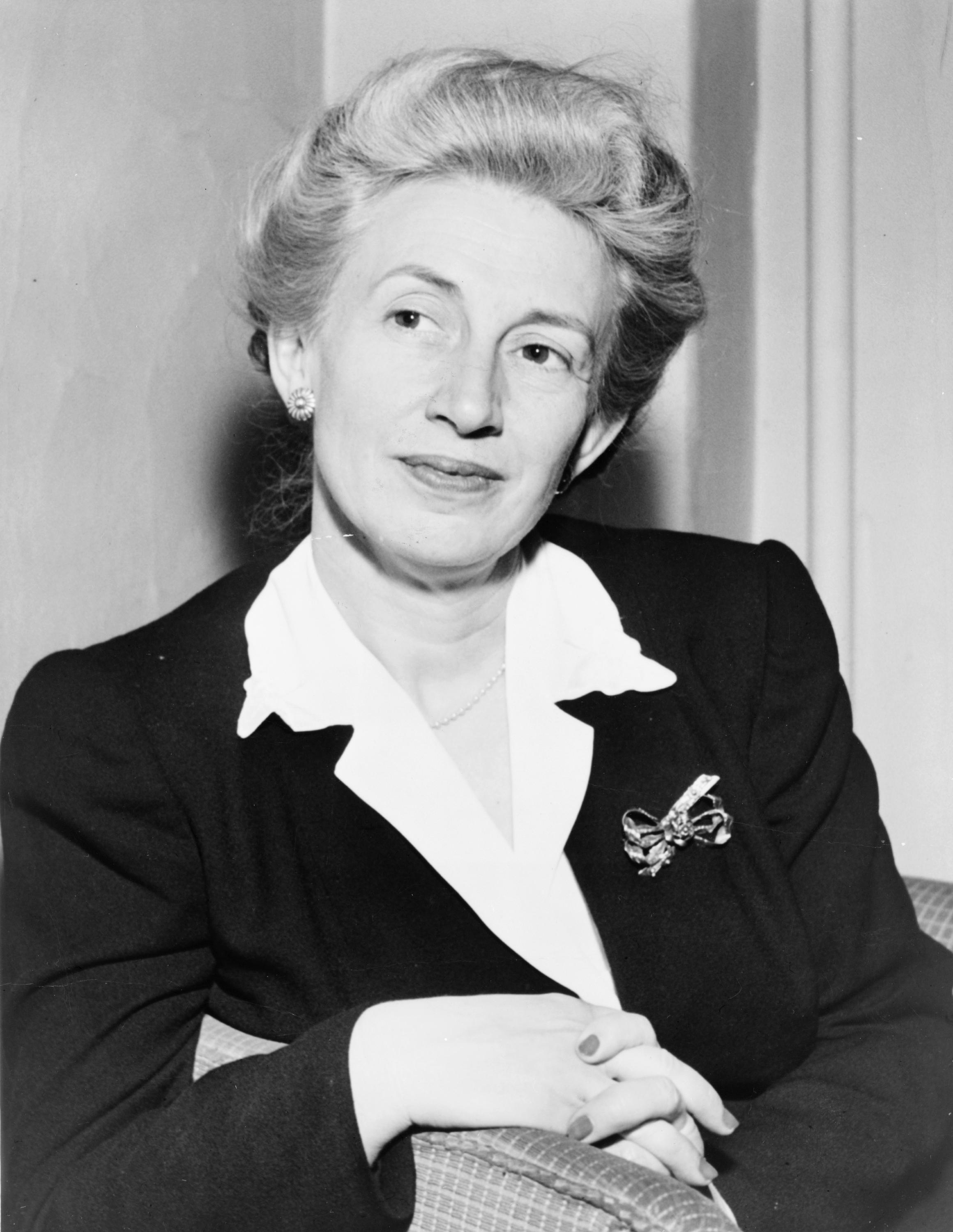
Lillian Eugenia Smith (1944)

Lillian Eugenia Smith (* 12. Dezember 1897 in Jasper, Florida; † 28. September 1966 in Atlanta, Georgia) war eine amerikanische  gesellschaftskritische Schriftstellerin. Bekannt wurde sie vor allem durch ihr lebenslanges Engagement gegen die Rassentrennung in den Südstaaten. Ihr bei Erscheinen kontrovers diskutierter Roman Strange Fruit (1944) machte sie weithin bekannt.

## Leben und Werk
Smith wurde als siebtes von neun Kindern in einer gutbürgerlichen Familie geboren. Als ihr Vater seine Firma verlor, zog die Familie nach Clayton in Georgia. Dort betrieben die Smiths von nun an ein kommerzielles Sommercamp für Mädchen (Laurel Falls Camp).
Lillian studierte als junge Erwachsene Musik, arbeitete pädagogisch und hielt sich für mehrere Jahre in China auf, wo sie Direktorin einer Mädchenschule war. Ab 1929 übernahm sie die Leitung des Laurel Falls Camps, die sie zur Auflösung des Familienunternehmens (1948) innehaben sollte. Sie gestaltete es um zu einer innovativen Bildungseinrichtung für Mädchen.
Bald ging sie eine (lebenslange) Partnerschaft mit einer Mitarbeiterin des Camps ein, Paula Snelling. Die beiden Frauen gründeten 1936 eine kleine Literaturzeitschrift (Pseudopodia), die schwarze und weiße Schriftsteller zu kritischen Stellungnahmen ermutigte. Im Mittelpunkt standen dabei soziale Ungleichheit, Frauenfeindlichkeit, Rassismus, die Notwendigkeit von sozialen und wirtschaftlichen Reformen. Ab 1937 wurde die Zeitschrift umbenannt in North Georgia Review, 1942 zu South Today. Im Jahr 1945 wurde das Projekt beendet.
1944 erschien Smiths Roman Strange Fruit, in dem es um eine Liebesbeziehung zwischen einer Farbigen und einem Weißen ging. Der Titel wurde vom Verleger gewählt, nach einem gleichnamigen Lied in der Interpretation von Billie Holiday. Die Autorin betonte jedoch, ihr Anliegen sei nicht, wie in dem Lied, allein der Rassismus gegen Afroamerikaner, sondern vielmehr die seelische Beschädigung von Farbigen wie Weißen in der „rassistischen Kultur“ der Südstaaten. Nach dem Erscheinen wurde der Roman in mehreren Regionen der Vereinigten Staaten verboten. Dieses Verbot wurde von Präsident Franklin D. Roosevelt aufgehoben. Der Roman wurde zum Bestseller und in 15 Sprachen übersetzt. 1949 erschien Killers of the Dream, eine Sammlung von Essays, in denen die Autorin ihre Sicht auf die rassistischen Traditionen der Südstaaten grundsätzlicher erläutert. Dieses Buch stieß seinerzeit in der Öffentlichkeit weitgehend auf Ablehnung.
Lillian Smith tauschte sich häufig aus mit Eleanor Roosevelt, sie war befreundet mit Martin Luther King und anderen Farbigen wie weißen Protagonistinnen der Bürgerrechtsbewegung, in der sie sich selbst kontinuierlich bis zum Ende ihres Lebens engagierte. Ihr persönlicher Schwerpunkt dabei war die Situation von Frauen und Kindern.
In den Vereinigten Staaten wurde Lillian Smith in den letzten Jahrzehnten neu entdeckt als Kämpferin für soziale Gerechtigkeit, aber auch im Zusammenhang mit der Emanzipation lesbischer Lebenshaltung.

## Werke (Auswahl)
- Strange Fruit (New York: Reynal & Hitchcock 1944) 
  - Fremde Frucht (Zürich: Diana Verlag 1947)
  - Fremde Frucht (Neuausgabe mit biobibliographischem Nachwort: Berlin: Autonomie und Chaos 2018) ISBN 978-3-945980-15-6
- Killers of the Dream (New York: W. W. Norton 1949) 
  - Traumtöter. Ein Buch vom dunklen Wahn des weißen Mannes (Hamburg: Paul Zsolnay Verlag 1951)
- The Journey (New York: W. W. Norton, 1954)
- Now Is the Time (New York: Viking Press 1955)
- One Hour (Chapel Hill: University of North Carolina Press 1959)
- Memory of a Large Christmas (New York: Norton, 1962)
  - Die Fülle der Heiligen Nacht (Zürich: Verlag der Arche 1979)